# Vater Voss
Vater Voss ist ein 1924 entstandenes deutsches Stummfilmmelodram von Max Mack nach einer Idee des Produzenten Rudolf Meinert. Es spielt eine internationale Besetzung, angeführt von dem Briten Stewart Rome (in der Titelrolle) und der Französin Mary Odette (als seine Tochter).

## Handlung
Buchhalter William Voss hat den von ihm des Ehebruchs überführten Liebhaber seiner Ehefrau erschossen  und musste dafür, weil ihm mildernde Umstände zuerkannt wurden, lediglich für vier Jahre hinter Gitter. Nach seiner Entlassung kehrt er erst einmal zu seiner Mutter und seiner Tochter Gerti zurück, die inzwischen zu einer jungen Frau herangereift ist. Mit großem Elan versucht Voss Arbeit zu finden, doch angesichts der Tatsache, dass er für die vergangenen vier Jahre keinen Arbeitsnachweis vorlegen kann, wird er immer wieder abgewiesen. Der Zufall will es, dass ihn eine Bank als Buchhalter eingestellt … aber nur, weil er kurz zuvor eines der beiden Kinder des Bankiers Holson vor dem Ertrinkungstod auf einem zugefrorenen Gewässer gerettet hatte.
Fünfzehn Jahre ziehen ins Land. Voss hat sich in seinem Job bewährt und Tochter Gerti den Bankierssohn geheiratet. Da geschieht eine dramatische Wendung in aller Leben: Robert Holson, Gertis Gatte und zugleich derjenige Junge, dem Voss einst das Leben rettete, macht lange Finger. Um das Glück seiner Tochter zu schützen, nimmt Vater Voss den Diebstahl auf sich. Als Vorbestrafter glaubt man ihm sein Geständnis und verhaftet den ehemaligen Zuchthäusler. Robert aber ist beschämt ob des Voss’schen Altruismus’ und gesteht seinem Vater seine Missetat. Vater Voss kommt wieder auf freien Fuß und wird, da er sich als treuer Angestellter und integerer Charakter erwiesen hat, zum Kompagnon des Bankhauses ernannt.

## Produktionsnotizen
Vater Voss, oft mit dem Untertitel “Um seines Kindes Glück” versehen, entstand November/Dezember 1924, passierte am 6. Februar 1925 die Zensur und erhielt Jugendverbot. Die Premiere fand am 17. April desselben Jahres in Berlins UFA-Theater Friedrichstraße statt. Die Länge des Fünfakters betrug 2007 Meter.
Robert A. Dietrich gestaltete die Filmbauten.

## Kritik
Die Villacher Zeitung nannte den Streifen ein „erschütterndes Lebensdrama“ und einen „spannenden Kriminalfilm.“